# Daigo Ōishi
Daigo Ōishi (jap. 大石 大悟 Ōishi Daigo; ur. 15 lipca 1950 w Shizuoce) – japoński karateka stylu kyokushin posiadający 9 dan, założyciel i prezes organizacji IKO World So Kyokushin.

## Kariera
Karate kyokushin rozpoczął uprawiać w 1969 roku, mając 19 lat. W latach 1971–1976 był jednym z osobistych uczniów Masutatsu Ōyamy, twórcy stylu kyokushin karate. Brał udział w mistrzostwach Japonii, zajmując dwukrotnie drugie miejsce oraz 4. miejsce podczas mistrzostw świata w 1975 roku. Rok później został powołany przez Masutatsu Ōyamę na stanowisko dyrektora oddziału kyokushin karate w Yamanashi.
23 stycznia 2003 otrzymał nagrodę z rąk japońskiej fundacji do spraw kultury i sportu za osiągnięcia w dziedzinie sportu i kultury.